# Trelleborg (Schiff, 1981)
Die Trelleborg ist ein ehemaliges Eisenbahnfährschiff der schwedischen Reederei Stena Line, das von 1982 bis 2014 auf der Königslinie auf der Ostsee zwischen Sassnitz auf der deutschen Insel Rügen und dem schwedischen Trelleborg eingesetzt wurde. Seit 2016 heißt das Schiff Sunny.

## Geschichte
Im Oktober 1979 gab die staatliche schwedische Fährgesellschaft Statens Järnvägars Färjedrift (SJ) den Bau dieser Fähre in Auftrag. Zum damaligen Zeitpunkt war sie die größte Eisenbahnfähre der Welt. Wegen der kritischen Lage der schwedischen Werften wurde der Auftrag früher ausgelöst als ursprünglich geplant. Im Dezember 1981 ging die Fähre auf Probefahrt nach Saßnitz, musste aber wegen verschiedener Probleme nachgebessert werden. Dies dauerte bis Mai 1982. Ab Juni 1982 kam die Trelleborg planmäßig auf der Königslinie zwischen Trelleborg und Sassnitz zum Einsatz, ab 1998 lief sie den Fährhafen Sassnitz im Ortsteil Mukran an. 
Im Februar 1993 kam es zu einem Brand im Maschinenraum, der von der Besatzung gelöscht werden konnte. Wegen Maschinenproblemen wurde die Fähre im Oktober 2005 auf der Öresundsvarvet in Landskrona repariert, der Passagierbereich wurde im Juli 2006 umfassend modernisiert. Im Juni 2007 hatte die Fähre im Hafen von Trelleborg Grundberührung, dabei wurde ein Propeller beschädigt. Die Reparatur erfolgte wieder auf der Öresundsvarvet in Landskrona. Am 27. März 2008 kam es zu einem Bombenalarm im Fährhafen Sassnitz. Die zahlreichen Einsatzkräfte konnten schnell Entwarnung geben: Ein Messgerät war ohne Wissen des Kapitäns am Schiff angebracht worden.
Aufgrund geringer Auslastung wurde die Trelleborg im September 2014 vom Fährdienst zurückgezogen. Von Oktober 2014 bis August 2015 war das Fährschiff betriebsfähig in Rostock aufgelegt, vom 19. August 2015 bis zum 5. April 2016 lag sie im Hafen von Uddevalla auf. Ab Anfang April 2015 wurde das Schiff zum Verkauf angeboten. Am 25. Februar 2016 wurde die Trelleborg an die MH Marine Company in Majuro verkauft. Anfang April 2016 wurde das Schiff in Sunny umbenannt, auf die Flagge von Palau umgeflaggt und der Bereederung durch die Go Shipping & Management in Piräus unterstellt. Am 6. April 2016 verließ sie Uddevalla. Ab dem 27. April 2016 wurde die Fähre bei einer Werft bei Ambelakia auf der griechischen Insel Salamis umgebaut, vom 19. Januar bis zum 9. März 2017 lag sie zur Erneuerung des Rumpfanstrichs im Dock einer Werft auf der Insel Syros.
Seit dem 12. April 2017 fährt das Schiff für die Reederei Karaneh Line im Iran. Das Schiff verkehrte zunächst zwischen den Inseln Qeschm und Kisch, stand aber im Mai 2020  wieder zum Verkauf.

## Betreiber
Die Fähre wurde vom Fährbetrieb der Schwedischen Staatsbahn (Statens Järnvägars Färjedrift, ab 1992 SweFerry) in Auftrag gegeben und betrieben. Ab 1997 gehörte sie zur Scandlines AB, einem Tochterunternehmen der Schwedischen Staatsbahn. Diese Gesellschaft wurde 1999 an Stena Line verkauft, die Fähre war aber weiter in den Farben der Scandlines im Einsatz. Von Ende 2012 bis April 2016 trug sie das Farbschema der Stena Line. Seit 2016 wird das Schiff von Go Shipping & Management in Piräus bereedert.

## Ausstattung
Die Trelleborg verfügte über ein Eisenbahndeck mit fünf Gleisen und einer Gesamtgleislänge von 680 Metern, das auch für Straßenfahrzeuge genutzt wurde. Auf dem Autodeck fanden zusätzlich 20 Lkw und 15 Pkw Platz. Die Eisenbahnwaggons wurden durch eine Heckrampe herein- und hinausgefahren, die Straßenfahrzeuge zusätzlich über eine Rampe am Heck und an der Steuerbordseite. Angetrieben wird das Schiff von vier MAN-Dieselmotoren mit zusammen 24.000 PS, die zwei Propeller antreiben. Außerdem verfügt es über zwei Bugstrahlruder und ein Bugruder für die Rückwärtsfahrt. Die Fähre war für 900 Passagiere zugelassen.
Nach dem Umbau 2016 hat das Schiff 130 Kabinen für 417 Passagiere, außerdem gibt es an Bord neben Restaurant, Café, Konferenzraum und Bibliothek auch zwei Kinos und ein Schwimmbad mit Sauna. Es können 250 Pkw befördert werden.

## Fotos

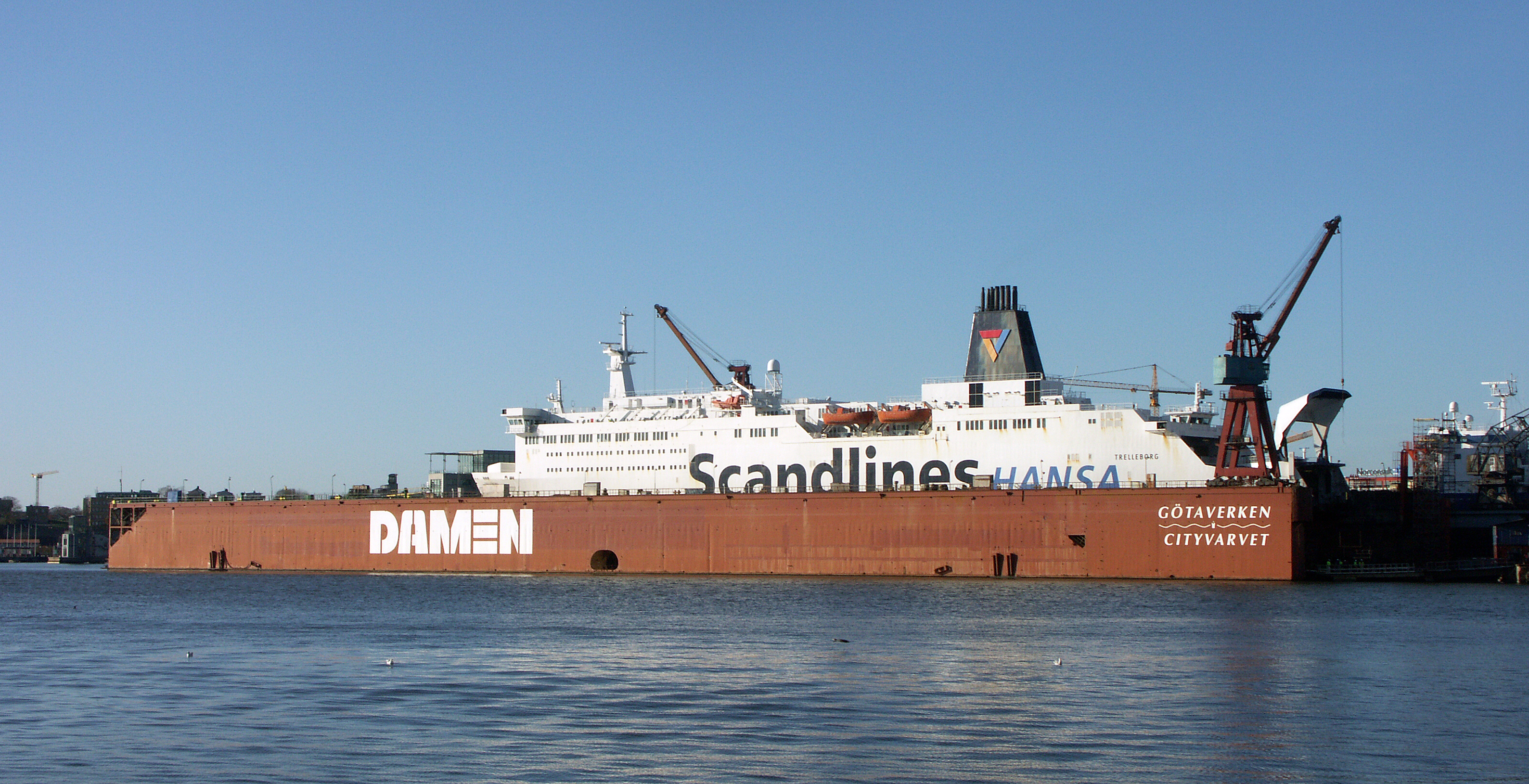
im Dock der Götaverken Cityvarvet, 2008
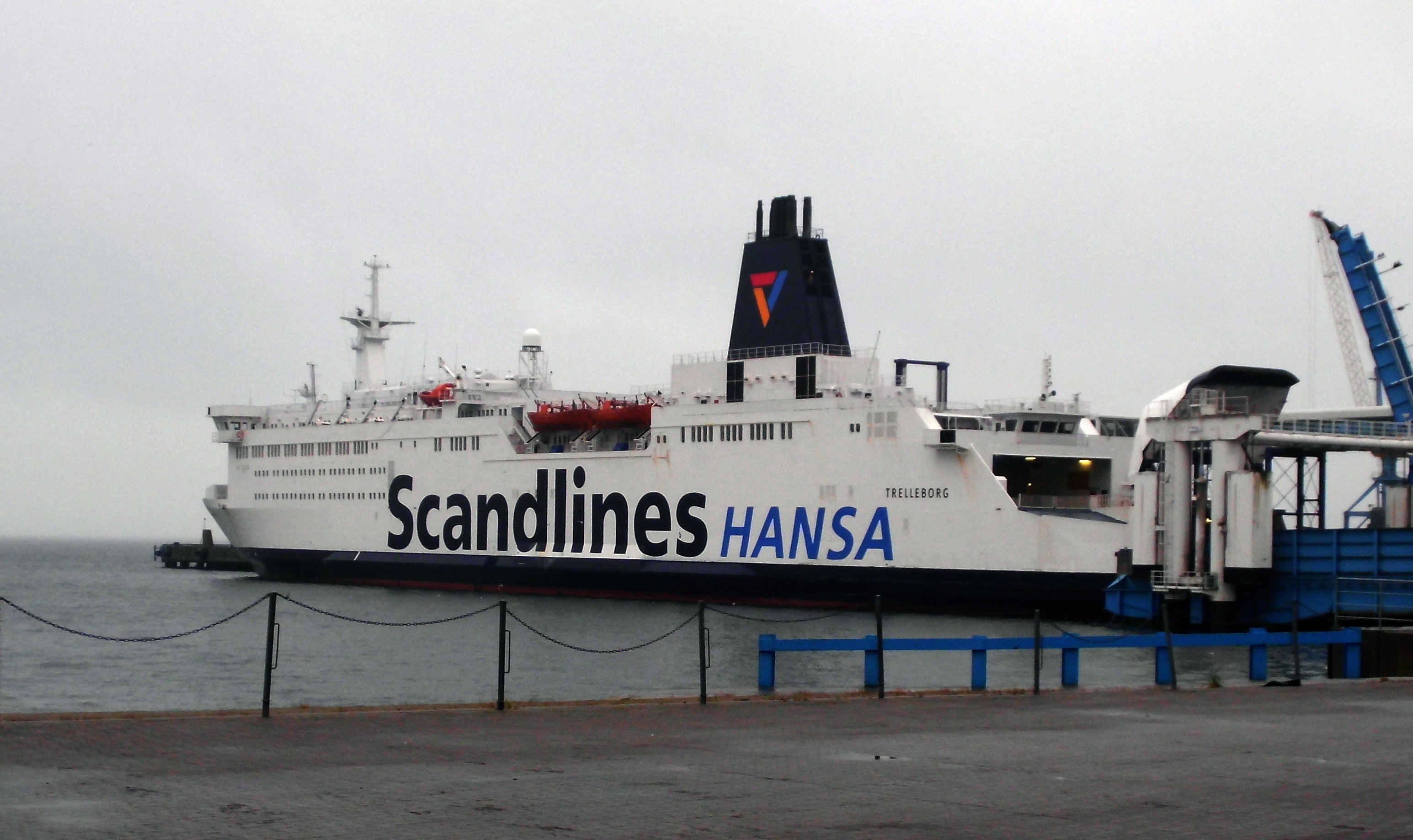
im Fährhafen Sassnitz 2011
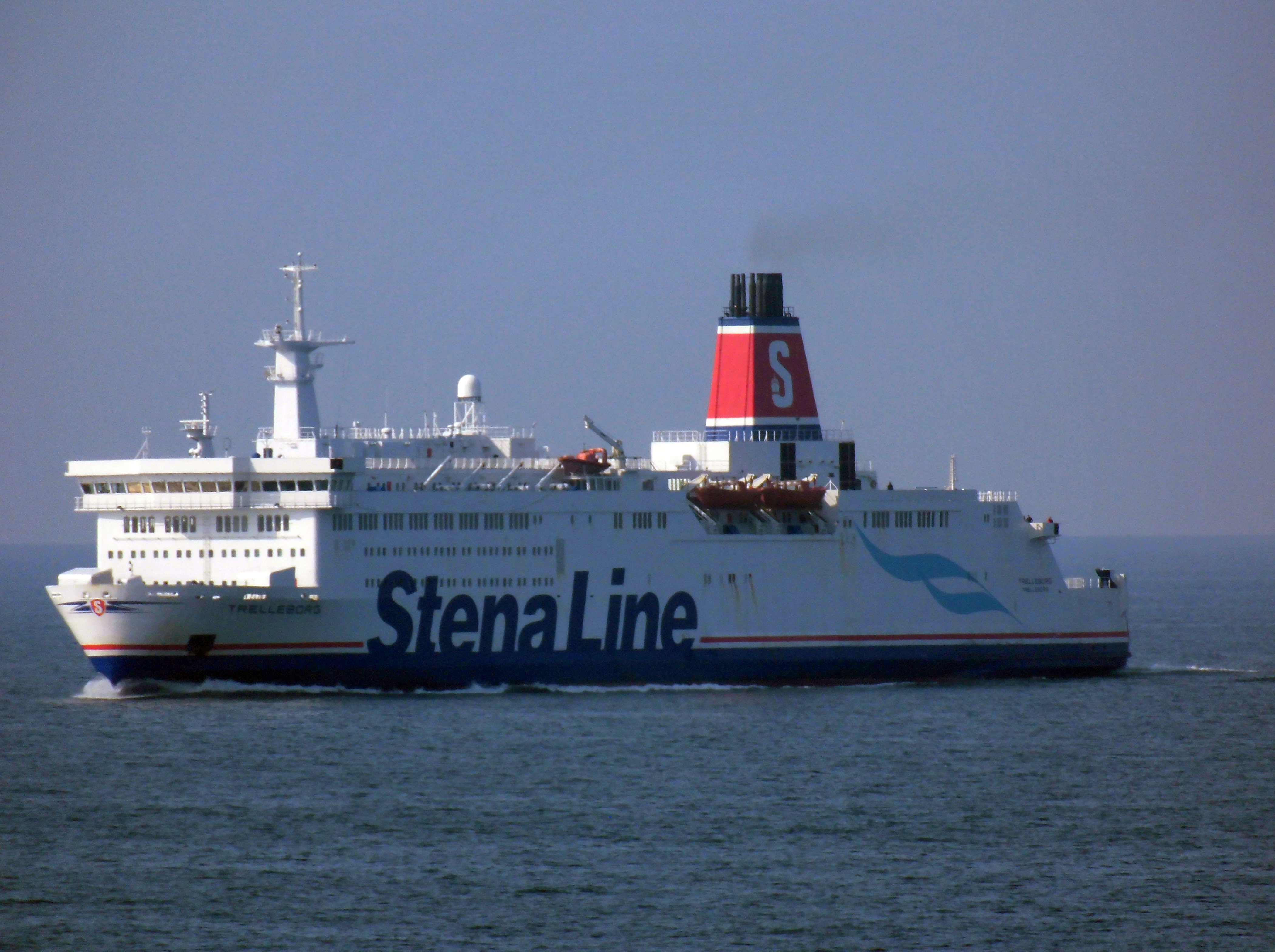
auf der Ostsee, 2013
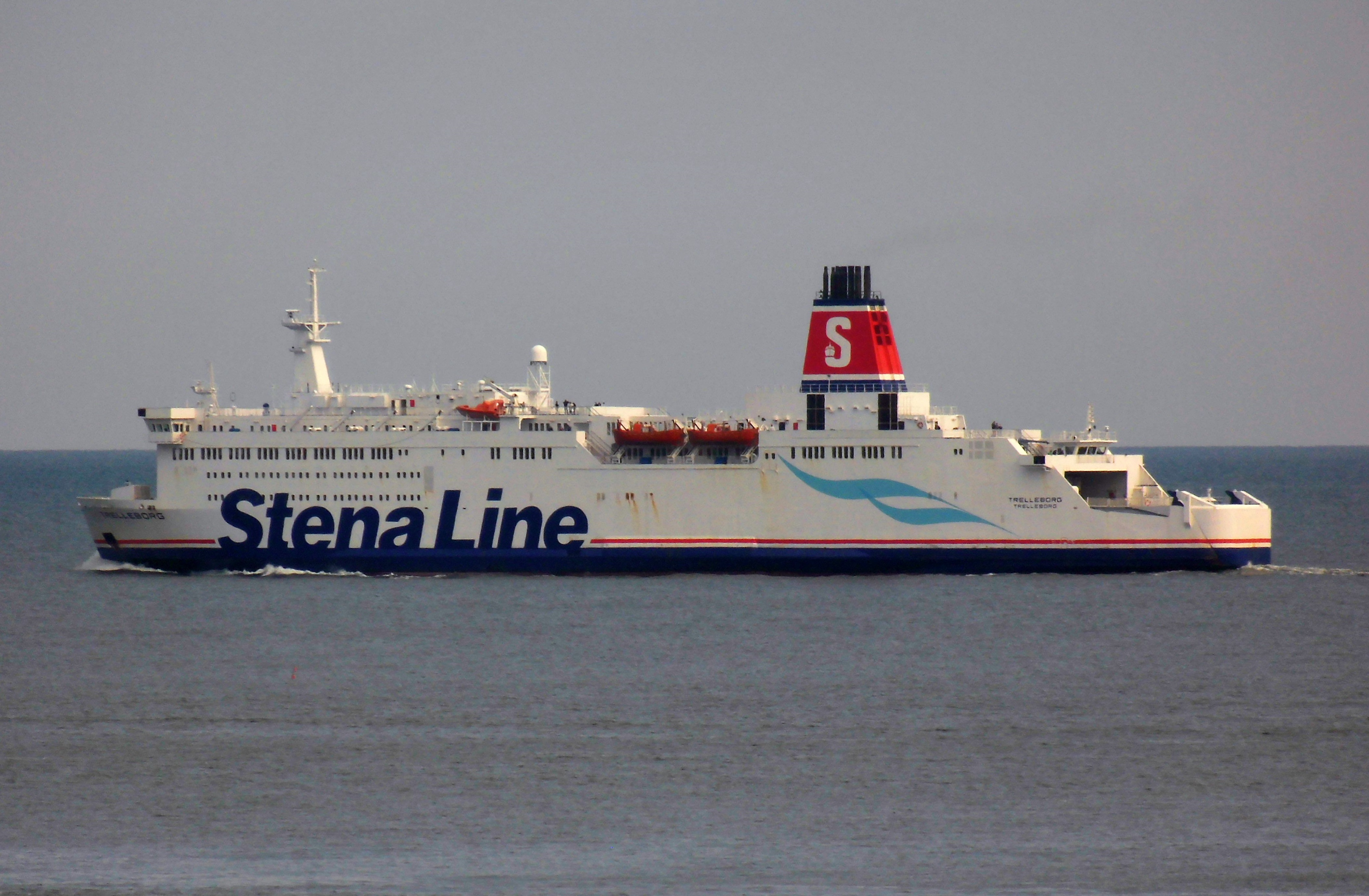
vor Sassnitz, 2013
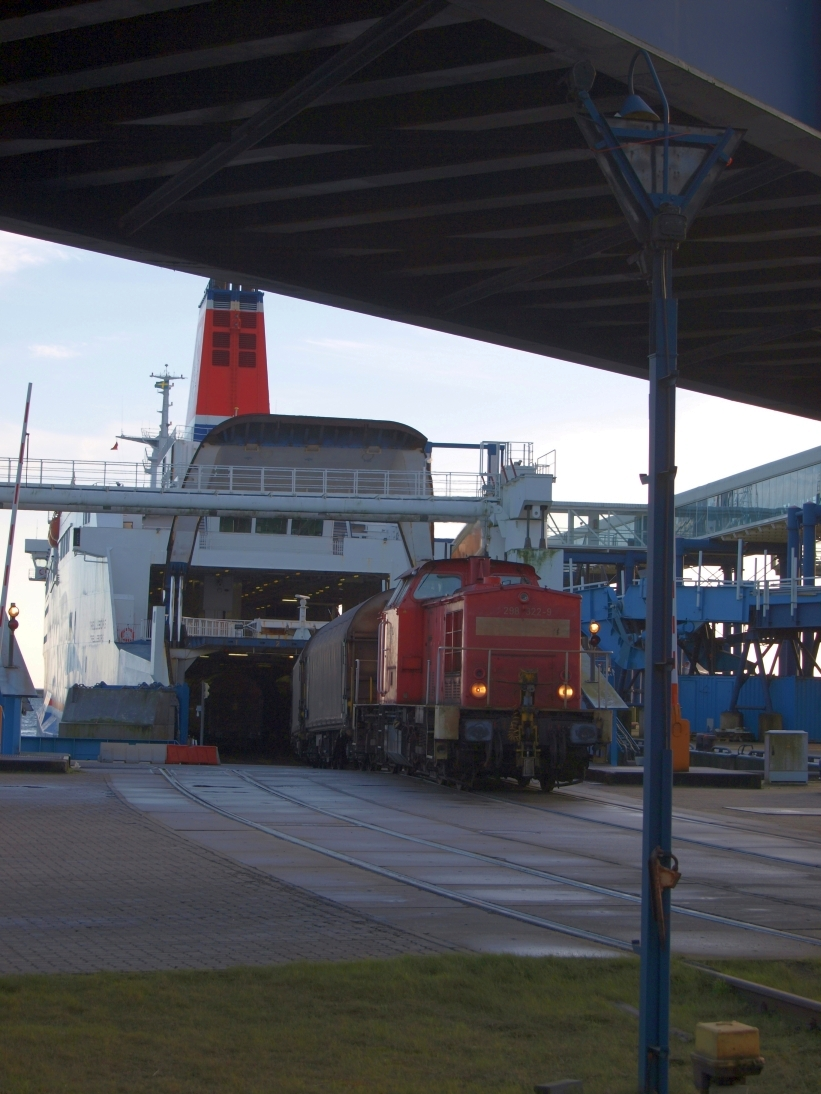
Entladung in Sassnitz, 2014